# Lista över fornlämningar i Ljungby kommun (Lidhult)
Lista över fornlämningar i Ljungby kommun (Lidhult) är en förteckning av ett urval av de fornlämningar som finns i Lidhult i Ljungby kommun.
| Namn         | Lämningstyp      | Tillkomsttid | Historisk indelning | Plats | Läge                 | ID-nr          | Bild                                 |
| ------------ | ---------------- | ------------ | ------------------- | ----- | -------------------- | -------------- | ------------------------------------ |
| Lidhult 16:1 | Stensättning     |              | Lidhult, Småland    |       | 56.793563, 13.409310 | 10073200160001 | Ladda upp en bild av detta fornminne |
| Lidhult 17:1 | Röse             |              | Lidhult, Småland    |       | 56.796348, 13.404144 | 10073200170001 | Ladda upp en bild av detta fornminne |
| Lidhult 27:1 | Begravningsplats |              | Lidhult, Småland    |       | 56.828708, 13.447922 | 10073200270001 | Ladda upp en bild av detta fornminne |
| Lidhult 27:2 | Kyrka/kapell     |              | Lidhult, Småland    |       | 56.828689, 13.448119 | 10073200270002 | Ladda upp en bild av detta fornminne |
| Lidhult 28:1 | Stenkrets        |              | Lidhult, Småland    |       | 56.839028, 13.462762 | 10073200280001 | Ladda upp en bild av detta fornminne |
| Lidhult 35:1 | Röse             |              | Lidhult, Småland    |       | 56.817943, 13.476201 | 10073200350001 | Ladda upp en bild av detta fornminne |
| Lidhult 36:1 | Gravfält         |              | Lidhult, Småland    |       | 56.816425, 13.478098 | 10073200360001 | Ladda upp en bild av detta fornminne |
| Lidhult 40:1 | Röse             |              | Lidhult, Småland    |       | 56.796880, 13.403759 | 10073200400001 | Ladda upp en bild av detta fornminne |
| Lidhult 43:1 | Stensättning     |              | Lidhult, Småland    |       | 56.844249, 13.473421 | 10073200430001 | Ladda upp en bild av detta fornminne |
| Lidhult 49:1 | Stensättning     |              | Lidhult, Småland    |       | 56.850921, 13.409750 | 10073200490001 | Ladda upp en bild av detta fornminne |
| Lidhult 50:1 | Stensättning     |              | Lidhult, Småland    |       | 56.848874, 13.411104 | 10073200500001 | Ladda upp en bild av detta fornminne |
| Lidhult 51:1 | Stensättning     |              | Lidhult, Småland    |       | 56.845891, 13.445315 | 10073200510001 | Ladda upp en bild av detta fornminne |
| Lidhult 53:1 | Stensättning     |              | Lidhult, Småland    |       | 56.848144, 13.469900 | 10073200530001 | Ladda upp en bild av detta fornminne |
| Lidhult 60:1 | Hög              |              | Lidhult, Småland    |       | 56.839031, 13.461771 | 10073200600001 | Ladda upp en bild av detta fornminne |
| Lidhult 63:1 | Gravfält         |              | Lidhult, Småland    |       | 56.818750, 13.447637 | 10073200630001 | Ladda upp en bild av detta fornminne |
| Lidhult 70:1 | Hög              |              | Lidhult, Småland    |       | 56.794200, 13.415713 | 10073200700001 | Ladda upp en bild av detta fornminne |
| Lidhult 98:1 | Röse             |              | Lidhult, Småland    |       | 56.845300, 13.394877 | 10073200980001 | Ladda upp en bild av detta fornminne |